# Alexandre Smolensky
Alexander Pavlovich Smolensky (Russo: Александр Павлович Смоленский; Moscou, 6 de julho de 1954 – Tel Aviv, 13 de outubro de 2024) foi um empresário russo. Ele ficou conhecido por ter feito parte do “Semibankirshchina", um grupo de sete oligarcas russos que supostamente uniram forças para garantir a reeleição de Boris Yeltsin nas eleições presidenciais de 1996 em troca de direitos informais de influência e preferência sobre a economia russa.

## Biografia
Alexander Smolensky começou sua carreira empresarial no mercado negro da chamada "economia paralela". Seus empreendimentos privados incluíam o comércio de moeda estrangeira, trabalho clandestino em uma padaria que operava com licença falsificada, e a composição e impressão de Bíblias usando métodos ilegais. impressoras e tinta do governo.
Alexander Smolensky ficou amplamente reconhecido como o primeiro banqueiro privado da Rússia. Ele é o fundador e presidente do Banco Stolichny, um dos maiores bancos privados do país.
Em 2003, o patrimônio líquido de Alexander Smolensky foi estimado em 230 milhões de dólares.
Em 1992, Alexander Smolensky lançou o primeiro sistema de processamento de cartões de débito da Rússia. Em 1998, ele integrou seus ativos do setor agropecuário no Agroprombank, adquirido em 1996, e rebatizou o banco como SBS-Agro. Essa fusão consolidou sua influência significativa no Kremlin.
Alexander Smolensky formou-se no Instituto Geológico do Cazaquistão com especialização em economia. Começou a trabalhar em 1974 como tipógrafo e depois capataz em diversas gráficas. Em 1980, Alexander Smolensky assumiu o cargo de agente técnico e comercial da empresa comercial de Moscovo Vesna. No entanto, em 1981, ele foi acusado de roubo de propriedade estatal e de atividades empreendedoras ilegais. Foi condenado a dois anos de privação de liberdade, embora algumas fontes afirmem que a pena original de 12 anos foi reduzida para dois anos devido à sua colaboração com o KGB.
Em 1983, Alexander Smolensky foi contratado como engenheiro no complexo esportivo de Moscovo, "Olimpiski". No ano seguinte, em 1984, ele assumiu o cargo de vice-chefe do departamento de obras e construção do distrito de Moscovo, "Pervomaisky".
Em 1987, Alexander Smolensky assumiu a liderança de uma das primeiras cooperativas de construção em Moscou. Em 1989, ele fundou o banco comercial “Stolichny” e se tornou seu presidente. Em 1993, o Gabinete do Procurador-Geral da Rússia abriu duas investigações criminais contra a gestão do Banco Stolichny. As investigações abordavam acusações de lavagem de dinheiro proveniente de tráfico de drogas, armas e materiais radioativos, além de uma transferência fraudulenta de 25 milhões de dólares para a Áustria. As investigações foram posteriormente suspensas e Smolenski foi condecorado com a Ordem da Amizade dos Povos. O banco Stolichny foi renomeado para "Stolichny Bank Sberezhenii" em 1994. Em 1997, após sua fusão com a empresa de crédito Agroprombank, passou a se chamar SBS-Agro.
Em 1995, Smolenski ingressou no conselho de administração do que mais tarde se tornou o canal Pierviy Kanal.
Em junho de 2003, Smolenski disse à imprensa que estava se aposentando dos negócios, e que seu filho passaria a representar os interesses dos acionistas do grupo bancário OBK. Foi membro do conselho de administração do banco "Dvijenie" até à sua fusão em 2009 com o "Vostochny Ekspress Bank".

## Vida privada
Alexandre Smolenski foi casado com Galina Nikolaevna Smolenskaïa, nascida em 1959 em Djamboul. Seu filho Nikolai (nascido em 1980) foi proprietário da fabricante britânica de carros esportivos TVR.

### Morte
Alexandre morreu no dia 13 de outubro de 2024, aos 70 anos.